# Сторінки журналу Печоріна
«Сторінки журналу Печоріна» — радянський телефільм-спектакль 1975 року режисера Анатолія Ефроса, екранізація фрагмента роману Михайла Лермонтова «Герой нашого часу» (частина «Княжна Мері»).

## Сюжет
Григорій Печорін приїжджає до П'ятигорська на лікувальні води. Тут у нього відбувається ряд зустрічей. За тиждень до нього приїжджає Грушницький, який був поранений в ногу і теж приїхав на води. Тут же перебуває Віра, колишня любов Печоріна, а нині — одружена жінка. У П'ятигорську відпочиває княгиня Ліговська з дочкою Мері. Грушницький волочиться за Мері, яка віддає перевагу Печоріну. В помсту зріє змова, після якої Грушницький з дріб'язкового приводу викликає Печоріна на дуель. Дуель відбулася. Печорін вбиває Грушницького. Рядками вірша Лермонтова «І нудно і сумно, і нікому руку подати», які звучать з вуст Печоріна, завершується фільм.

## У ролях
- Олег Даль —  Григорій Олександрович Печорін
- Андрій Миронов —  Грушницький
- Леонід Бронєвой —  Вернер, лікар
- Ольга Яковлєва —  Віра
- Ірина Печернікова —  княжна Мері
- Ірина Кириченко — епізод
- Матвій Нейман —  чоловік Віри
- Всеволод Платов —  драгунський капітан
- Євгенія Преснікова — епізод
- Ігор Кашинцев — епізод

## Знімальна група
- Автор сценарію:  Анатолій Ефрос
- Режисер-постановник:  Анатолій Ефрос
- Оператор-постановник: Володимир Полухін
- Художник-постановник: І. Тартинський
- Звукорежисер: Є. Марьямова
- Музичний редактор: А. Кліот
- Консультант:  Іраклій Андроніков